# International Association of Volcanology and Chemistry of the Earth’s Interior
Die International Association of Volcanology and Chemistry of the Earth’s Interior (IAVCEI) ist die internationale Vereinigung der Vulkanologie und Geochemie. Sie ist eine der acht Assoziationen der geowissenschaftlichen Union IUGG, deren Ursprung in einer um die Jahrhundertwende gebildeten Gelehrtengesellschaft der Vulkanologen liegt.

## Geschichte
Der Verein wurde 1919 gegründet und verfügte bereits damals über eine Sektion für Vulkanologie. Offiziell konstituiert wurde der Forschungsauftrag dieser Abteilung auf der ersten IUGG-Generalversammlung im Jahr 1922 in Rom. Acht Jahre später beschloss man 1930 auf der vierten IUGG-Generalversammlung in Stockholm eine Namensänderung in International Association of Volcanology (IAV). Die Statuten der Vereinigung wurden 1960 in Helsinki verabschiedet und sowohl 1967 in Zürich als auch 1979 in Canberra überarbeitet. Um namentlich mit der Schwesterorganisation International Association of Seismology and Physics of the Earth’s Interior (IASPEI) zu korrespondieren, war 1967 die noch heute geltende Bezeichnung eingeführt worden.
Während in der IUGG ausschließlich Staaten und Körperschaften Mitglieder sind, können in der IAVCEI seit 1996 ausschließlich Privatpersonen eine Mitgliedschaft beantragen.

## Aufbau und Aufgaben
Die IAVCEI versteht sich als führendes internationales Organ in Hinblick auf drei wesentliche Punkte:
1. Vulkanologische Forschung
2. Anstrengungen zur Abschwächung vulkanischer Naturkatastrophen
3. Forschung in eng verwandten Wissenschaftsdisziplinen wie etwa magmatischer Geochemie, Petrologie, Geochronologie und hinsichtlich vulkanischer Mineralablagerungen sowie der Physik der Erzeugung und des Aufstieges von Magmen im oberen Erdmantel und der Erdkruste.

Sie hat es sich zum Ziel gesetzt, zur Forschung anzuspornen sowie diese zu initiieren und zu koordinieren. Dadurch sollen vor allem internationale Wissenschaftskooperationen unterstützt und vorangetrieben werden. Vulkanologen sollen in die Lage versetzt und ermutigt werden, geeignete Behörden über die Relevanz adäquater Beobachtung und Überwachung aktiver und potentiell aktiver Vulkane sowie Risikoabschätzung aufzuklären.
Die IAVCEI wird von einem für jeweils vier Jahre gewählten Exekutivkomitee geleitet. Während der Legislaturperiode 2015–2019 umfasst es elf Mitglieder. Ihm stehen Präsident Donald B. Dingwell und Generalsekretär Roberto Sulpizio vor. Offizielle wissenschaftliche Fachzeitschrift der IAVCEI ist das seit 2014 nur noch in digitaler Form zur Verfügung gestellte Bulletin of Volcanology. Innerhalb der Assoziation können sich die Mitglieder einer von zahlreichen Kommissionen anschließen. Dabei handelt es sich um Gruppen von Wissenschaftlern mit ähnlichen Forschungsschwerpunkten zum internationalen Austausch.

| Nummer | Bezeichnung                                                                                          |
| ------ | --- |
| 1      | Commission on the chemistry of volcanic gases                                                        |
| 2      | Committee on cities and volcanoes                                                                    |
| 3      | Commission on statistics in volcanology                                                              |
| 4      | Commission on collapse calderas                                                                      |
| 5      | Commission on explosive volcanism                                                                    |
| 6      | Commission on large igneous provinces                                                                |
| 7      | Commission on monogenetic volcanism                                                                  |
| 8      | Commission on remote sensing                                                                         |
| 9      | Commission on submarine volcanism                                                                    |
| 10     | Commission on tephra hazard modelling                                                                |
| 11     | Commission on volcanic lakes                                                                         |
| 12     | IAVCEI / IACS commission on volcano-ice interaction                                                  |
| 13     | Commission on volcanic hazards and risk                                                              |
| 14     | Commission on volcanogenic sediments                                                                 |
| 15     | IAGA / IASPEI / IAVCEI working group on electromagnetic studies of earthquakes and volcanoes (EMSEV) |
| 16     | IASPEI / IAVCEI commission on volcano seismology                                                     |
| 17     | IASPEI / IAVCEI joint commission on physics and chemistry of earth materials                         |
| 18     | IAPSO / IASPEI / IAVCEI joint tsunami commission                                                     |
| 19     | The international volcanic health hazard network (IVHHN)                                             |
| 20     | Commission on volcano acoustics                                                                      |
| 21     | World organization of volcano observatories                                                          |
| 22     | IASPEI / IAVCEI / IAPSO international heat flow commission                                           |

Alle vier Jahre tagt die wissenschaftliche Vollversammlung der IAVCEI. Eine weitere wichtige Veranstaltungsreihe der Organisation sind die so genannten „Cities on volcanoes“, die zweijährlich in ebendiesen Städten – also Orten, die in unmittelbarer Nähe aktiver Vulkane liegen – stattfinden. Die IAVCEI vergibt darüber hinaus in unterschiedlichen Intervallen vier verschiedene Wissenschaftspreise:
- Thorarinsson-Medaille – im Andenken an  Sigurður Þórarinsson
- Wager-Medaille – im Andenken an  Lawrence Rickard Wager
- Krafft-Medaille – im Andenken an  Katia und Maurice Krafft
- George Walker Award – im Andenken an  George P. L. Walker